# Symphonia (jeu vidéo)
Pour les articles homonymes, voir Symphonia (homonymie).
Symphonia est un jeu vidéo de plateformes en 2D développé dans le cadre de la dernière année d'étude de 13 étudiants de l'école ISART Digital. Il sort une première fois gratuitement le 23 juin 2020 pour Windows sur la plateforme Itch.io, puis le 5 décembre 2024 dans une version commerciale plus aboutie.
Le jeu propose d'incarner Philémon, un violoniste évoluant dans un univers composé d'instruments de musique géants et de rouages mécaniques, dans une quête pour réveiller la cité et ses habitants en jouant du violon.

## Système de jeu
Le jeu est divisé en plusieurs zones, correspondant aux quartiers de la cité musicale de Symphonia, elles-mêmes subdivisées en salles qui se suivent de manière linéaire. Le joueur est amené à les traverser en évitant des pièges, afin d'atteindre différentes salles de concert dans lesquelles il joue du violon, ce qui a pour effet d'éveiller la cité et ses habitants.
Au delà des traditionnels mouvements latéraux et du saut, les capacités du joueur sont profondément axées autour de l'archet et du violon : l'avatar peut planter son archet de violon dans des coussins de velours rouge afin de se propulser dans une direction à la manière d'un lance-pierres, ou l'utiliser comme bâton-sauteur en le dirigeant vers le sol. Le violoniste peut également jouer du violon à n'importe quel moment, ce qui se révèle nécessaire de manière ponctuelle, afin de résoudre des situations de jeu ou d'enclencher des cinématiques.
Symphonia propose également de récupérer plusieurs éléments optionnels qui sont quelques fois complexes à atteindre : jusqu'à 200 fragments de musique dans le jeu étudiant; et des fragments d'aura, des souvenirs de Philémon, des lettres de musiciens dans le jeu commercial. Leur obtention décerne un titre au joueur à la fin de la partie selon la proportion de fragments récupérés.

## Réception
Le jeu se démarque auprès des joueurs et de certains organes de presse spécialisées, en particulier grâce à son univers graphique léché, son gameplay inventif et sa relation à la musique orchestrale.

### 2020
Lors d'un évènement interne à l'école, Symphonia obtient le Grand Prix du Jury face aux autres jeux étudiants produits cette année.
Dès le mois de juillet, le jeu est nommé au concours international de jeux étudiants The Rookies et remporte la seconde place.
En novembre, Symphonia remporte le concours de jeux indépendants Indie Games City lors de la 4e édition de la convention Évry Games City, sa première récompense remportée face à des jeux déjà commercialisés. Cette victoire permet à l'équipe de bénéficier d'un an d’hébergement et d’accompagnement gratuit au sein de l'incubateur du C-19 pour développer leurs futurs projets.
En décembre, le jeu est nommé aux Unity Awards 2020 dans la catégorie Meilleur jeu étudiant.

### 2021
En mars, le jeu remporte le Pégase du meilleur jeu étudiant lors de la deuxième cérémonie de l'Académie des Arts et Techniques du Jeu Vidéo.

### 2025
En mars, après la sortie du jeu commercial, Symphonia est nommé deux fois (Meilleur univers sonore, meilleur premier jeu vidéo) lors de la sixième cérémonie de l'Académie des Arts et Techniques du Jeu Vidéo.